# Albert Onyeawuna
Albert Onyeawuna   (Lagos, 1935 - Festac Town, 21 d'abril de 2014) fou un futbolista nigerià de la dècada de 1950.
Fou internacional amb la selecció de futbol de Nigèria entre 1955 i 1964.
Pel que fa a clubs, destacà a Port Harcourt FC.